# Pireo (demo)
Pireo (in greco antico: Πειραιεύς?, Peiraiéus) era il nome di un demo dell'Attica, situato sulla sua costa occidentale, a sette chilometri da Atene, a ovest del monte Imetto e a sud di Egaleo. Il centro del demo era collocato probabilmente sulla collina Munichia.

## Storia

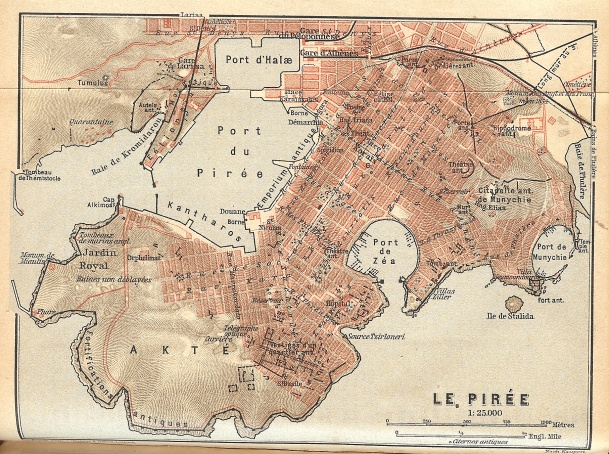
Mappa del Pireo

Pireo divenne il porto principale di Atene nel V secolo a.C. in sostituzione del Falero, durante le guerre persiane, quando Temistocle lo fortificò. In precedenza il tiranno Ippia aveva dotato di mura la collina di Munichia. Nell'età classica il demo fu ampliato seguendo uno schema ortogonale ideato dall'architetto Ippodamo di Mileto; l'agorà fu chiamata Ippodamia dal nome del progettista. Ippodamo pianificò il demo con strade lunghe, larghe e dritte, che creavano un certo contrasto con quelle strette e tortuose di Atene.
Quando, nel 410 a.C., i Quattrocento decisero di fortificare l'Eezioneia, che avrebbe permesso loro di isolare il porto, la popolazione del Pireo si ribellò e contribuì notevolmente alla caduta del governo oligarchico. Nel 403 a.C., quando Trasibulo cercò di rovesciare il governo dei Trenta tiranni, fece del demo uno dei suoi capisaldi: probabilmente per questo motivo Aristotele descrisse il Pireo come di spirito più democratico della città stessa.
In età ellenistica una guarnigione era di stanza sulla collina Munichia, data l'importanza della posizione: il primo contingente fu posizionato qui da Antipatro dopo la sconfitta greca a Crannone, nel 322 a.C. Quando Atene si arrese a Cassandro, nel 318 a.C., la guarnigione fu mantenuta e fu grazie ad essa che Demetrio Falereo governò la città per i seguenti dieci anni. Nel 307 a.C. i macedoni furono espulsi da Demetrio Poliorcete, ma egli, al suo ritorno dall'Asia nel 299 a.C., ripristinò la guarnigione. Olimpiodoro cacciò nuovamente questo presidio quando, nel 287 a.C., Demetrio fu privato del potere.
I macedoni Antigono e Demetrio II mantennero il controllo di Munichia, ma le truppe qui presenti vennero mandate via, dietro pagamento, da Arato di Sicione.
Il Pireo fu quasi completamente distrutto da Silla e, da quel momento, iniziò per il demo un periodo di degrado che lo portò ad essere, nel I secolo d.C., semplicemente "un piccolo villaggio, situato intorno al porto e al tempio di Zeus Soter".

## Descrizione

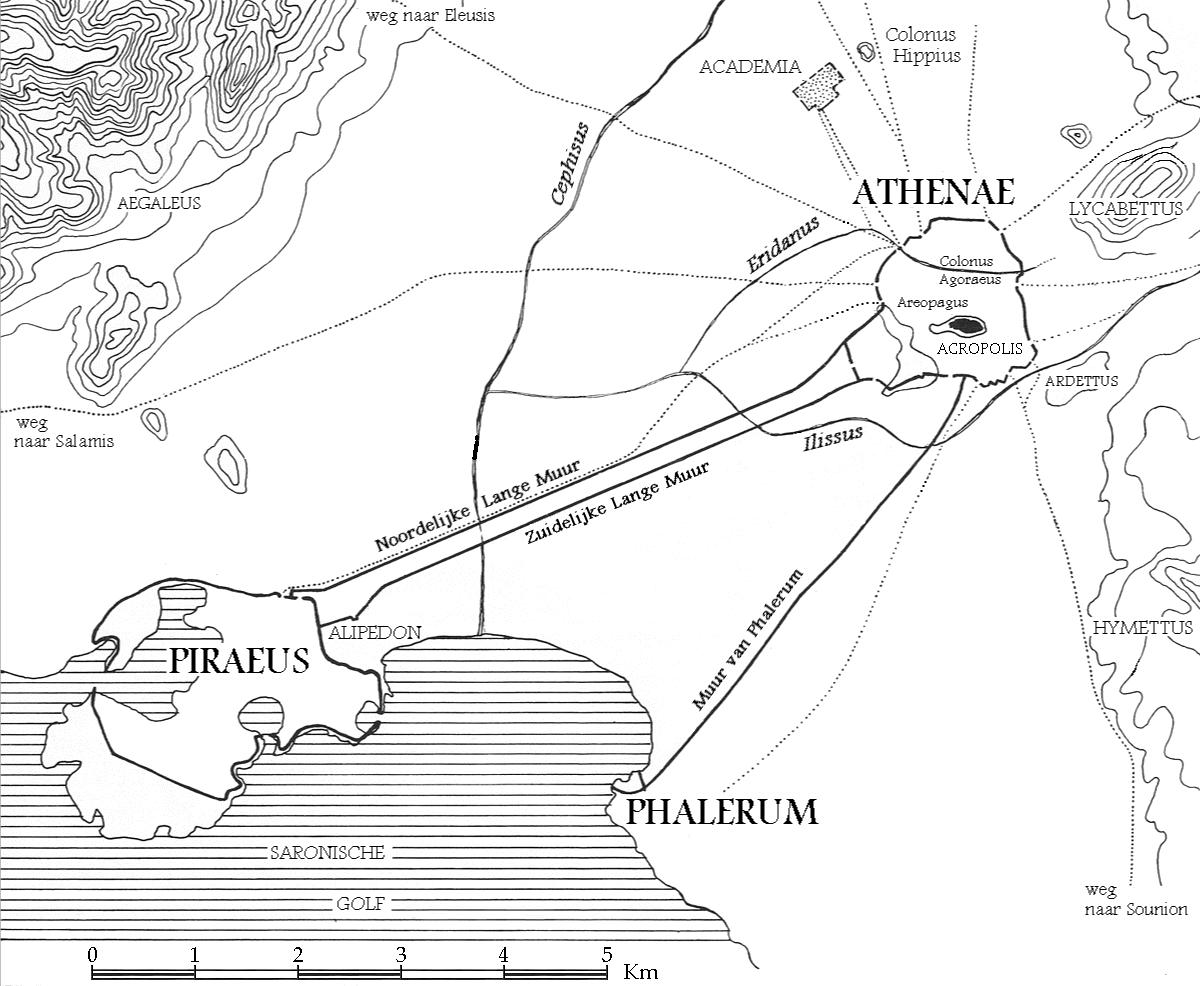
Mappa del sistema difensivo di Atene e del Pireo, collegato dalle lunghe mura.

Strabone ci parla del territorio del Pireo come pieno di cavità e di scavi, adatto ad essere abitato. All'epoca dello storico la zona era già in rovina, per cui queste cavità si possono identificare come resti di cisterne; la collina di Munichia era ricoperta da case che digradavano verso il mare, secondo un ordine disposto dallo stesso architetto e che era celebrato nell'antichità per la sua bellezza.
Sul versante occidentale della collina, un teatro di Dioniso dove si tenevano le Dionisie rurali; questo teatro era piuttosto grande, dato che qualche volta vi si tenevano le assemblee del popolo ateniese. Alcuni storici moderni sostengono l'esistenza di due teatri nella zona, uno chiamato "del Pireo" e uno "di Munichia", mentre gli antichi ne menzionano solo uno chiamato indifferentemente nei due modi. Questa ambiguità deriva dal ritrovamento di rovine sia sulla collina, sia vicino al porto di Zea; tuttavia si ritiene che il teatro fosse uno solo e che le rovine a Zea appartenessero ad un altro edificio.
L'ampia agorà del demo, detta "Agorà Ippodemia" (in greco antico: Ἱπποδάμειος ἀγορά?, Hippodámeios agorá), si trovava nel punto in cui le lunghe mura si univano a quelle del Pireo, ed una strada conducente alla cittadella di Munichia aveva origine.

### Porto
Il demo era dotato del più importante porto della città, formato da tre parti.
Il porto di Munichia, il più piccolo, era collocato al di sotto dell'omonima fortezza. Era utilizzato solo da navi militari, non essendo molto collegato con la città ed essendo inadatto ai traffici commerciali a causa delle rive scoscese.
Il porto di Zea, anch'esso ospitante navi da guerra, era ancora usato per scopi militari nel I secolo d.C. Il suo nome deriva probabilmente da Artemide Zea, divinità venerata in città.
Il porto di Cantaro, il più grande, che ora è completamente interrato e già all'epoca di Senofonte era in prossimità di una piccola palude, chiamata Ἁλαι (halai, "sale, salina"). Anche questo porto conteneva navi militari e probabilmente sulla sua banchina era presente un'armeria in grado di contenere armi per mille imbarcazioni. La zona adibita al traffico mercantile era chiamata "emporio" e c'erano cinque portici colonnati eretti a scopo commerciale. Uno si chiamava Μάκρα στοά (Mákra stoá, "grande portico"), un altro Δεῖγμα (Déigma), dove i mercanti esibivano la loro merce, un altro Ἀλφιτοπῶλις (Alphitopólis, "Alfitopoli"), mentre degli altri due non sono pervenuti i nomi. Tra l'Emporio e il Cantaro vero e proprio sorgeva un tempio di Afrodite, fatto costruire da Conone dopo la vittoria a Cnido. Nel 1843 è stata scoperta una stele che segnava il confine tra le due sezioni di questo porto.
All'imbocco di quest'ultimo porto, sulla destra, si trovava il promontorio di Alcimo, sulla sinistra quello di Eezioneia. Ad Alcimo sorgeva la tomba di Temistocle, le cui ossa furono portate da Magnesia. Eezionia, con la sua fortezza costruita nel 411 a.C., controllava l'ingresso del porto. La piccola baia sull'esterno del promontorio è probabilmente identificabile con il κωφὸς λίμην (kofòs límen) menzionato da Senofonte.

### Fortificazioni
Il Pireo, insieme al promontorio dell'Eezioneia e alla palude di Ale, era circondato da mura di cinta lunghe 60 stadi, molto più possenti di quelle della città stessa. Le mura erano alte la metà dell'altezza prevista da Temistocle; dal momento che in età classica le mura erano alte 40 cubiti (circa 18 metri) si comprende la grandezza del progetto originale. Per quanto riguarda lo spessore, stimato intorno ai 4,5 metri, invece, si ritiene che il progetto di Temistocle prevedesse l'unione di due carrelli con pietre e il riempimento dell'intercapedine tra un carrello e l'altro con pietra e metallo. Queste fortificazioni erano collegate con quelle della città tramite le "lunghe mura". L'architetto fu sempre Ippodamo di Mileto.
Le mura avanzavano fino ai porti e si allungavano a formare delle "porte" che, in tempo di guerra, venivano chiuse con delle catene. Questi baluardi erano chiamati "artigli" (in greco antico: χηλαί?, chelái).

### Religione
Nel demo erano presenti anche molti centri religiosi, tra cui quelli di Artemide Munichia, luogo di asilo per i criminali di Stato, e della dea tracia Bendis. C'erano inoltre un tempio di Zeus Soter e Atena Soteira, dei santuari di Zeus Milichio, Filio, Afrodite Euploia ed Asclepio ed un bagno termale dedicato a Serango. Il giorno prima delle Panatenee minori vi si tenevano delle feste in onore di Bendis che consistevano in una gara a cavallo con cavalieri che portavano delle torce dal Pritaneo di Atene al tempio della dea al Pireo. Il demo, insieme a quelli di Falero, Xipete e Timetade, apparteneva alla comunità dei tetrákomoi, particolarmente devota ad Eracle.

## Importanza
Tucidide racconta che più volte Temistocle volle spostare il centro della città al Pireo, data la grande importanza del porto situato in questo demo, ma senza successo. Quattro delle magistrature annuali composte da un consiglio di dieci uomini (agoranomi, astinomi, metronomi e sitophylakes, che avevano a che fare con il commercio) si divisero in due gruppi da cinque, uno dei quali lavorava ad Atene e l'altro al Pireo.
Quando i giovani, all'età di diciott'anni, iniziavano il loro servizio militare obbligatorio, erano di stanza al Pireo, dove imparavano i fondamenti dell'arte militare. Inoltre il demo, e precisamente il porto di Zea, era il luogo del Freatto, la corte di giustizia che ascoltava la difesa di un condannato all'esilio che parlava da una barca per non violare la sua pena.